# (7578) Georgböhm
(7578) Georgböhm ist ein Asteroid des mittleren Hauptgürtels, der am 22. September 1990 vom belgischen Astronomen Eric Walter Elst am La-Silla-Observatorium (IAU-Code 809) der Europäischen Südsternwarte in Chile entdeckt wurde.
Der Asteroid wurde zu Ehren des deutschen Organisten und Komponisten Georg Böhm (1661–1733) benannt, der ein bedeutender Vertreter der Norddeutschen Orgelschule ist. 